# Schizonycha canala
Schizonycha canala är en skalbaggsart som beskrevs av Renaud Maurice Adrien Paulian 1991. Schizonycha canala ingår i släktet Schizonycha och familjen Melolonthidae. Inga underarter finns listade i Catalogue of Life.